# Kőváry Ottó
Kőváry Ottó (Torda, 1863. március 25. – ?) katona, csendőr, majd vasúti hivatalnok. Magyar szakíró.

## Élete
Kőváry Józsa írónak és Boros Rózának fia, Kőváry László unokaöccse. 1875-76-ban a kolozsvári unitárius főgimnáziumban tanult. Kereskedő volt, később katonai pályára lépett; 1882-től Olmützben a 100. gyalogezredben, 1885-től Szegeden mint oktató altiszt a csendőrségnél szolgált. Rokkantsága miatt szabadságoltatván, 1891-92-ben Szegeden rendőrtiszt-helyettes volt, 1896 novemberben a vasúthoz ment, ahol mint számvizsgáló működött.
Cikkei a Rendőri Lapokban (1896.) jelentek meg.

## Munkái
- A mező-őr szolgálati kötelességei kérdések- és feleletekben. Kézikönyv a mező-őrök részére. Az 1894: XIII-ik törvényczikk és a rá vonatkozó 4800-1894. sz. földmív. min. rendelet alapján. Szeged. (1895.)
- Csendőri hőstettek. Uo. 1896.
- Kérdések és feleletek a magyar királyi csendőrség kézi-, ló- és szálfegyvereinek utasításaiból. Uo. 1896.
- Elbeszélések a csendőr életéből. Uo. 1897.

### Kéziratban
- Ujabb bűnesetek az Alföldön.